# Jasmin Kitzbichler
Jasmin Kitzbichler (31 de marzo de 1999) es un deportista austríaco que compite en tiro, en la modalidad de rifle. Ganó una medalla de bronce en el Campeonato Europeo de Tiro de 2024, en la prueba de rifle en tres posiciones 300 m mixto.

## Palmarés internacional
| Campeonato Europeo | Campeonato Europeo | Campeonato Europeo | Campeonato Europeo             |
| Año                | Lugar              | Medalla            | Prueba                         |
| ------------------ | ------------------ | ------------------ | ------------------------------ |
| 2024               | Osijek (Croacia)   | Medalla de bronce  | Rifle 3 posiciones 300 m mixto |